# 工藤洋史
工藤 洋史（くどう ひろふみ、1966年3月5日 - ）は、大分放送 (OBS) の社員で、元アナウンサー。

大分県大分市出身。中央大学卒業後1989年にOBS入社。妻は元同局アナウンサーで現在は化粧品販売会社社長の工藤由美（旧姓・佐藤）。

## 過去の出演番組
テレビ
- OBSニュースライン（月 - 水）
- かぼすタイム
- おはようクジラ大分リポーター

ラジオ
- ナウナウナウ大行進
  - 一緒に担当していたのが工藤由美アナ（当時は旧姓の佐藤）である。
- MONDAYテレフォンリクエスト
- 工藤洋史のピコピコパスカル
- スポーツ中継（サッカー、ラグビーなど）
- 速報!OBS歌謡ベスト30(1990年頃)[1]

## 大分トリニータとの関係
- アナウンサー時代はスポーツアナとして大分トリニータの試合の実況も多く担当した。その中にはトリニータがJ1昇格を逃した試合（のちに秋天の陽炎としてルポルタージュが刊行）の実況も含まれる。
- 現在、トリニータの試合は三重野勝己アナや吉田諭司アナが担当しているが、自身も九州石油ドームに出かけ、また九州石油ドームほかで配られるマッチデープログラムにコラムを書いている。
- 九州石油ドームには取材としての入場が多く、殆ど家族と共には行かないため子供に「ずるい」などと言われていることを上述のコラムで語っている。